# (274301) Wikipedia
 Ikke at forveksle med online-encyklopædien Wikipedia
(274301) Wikipedia er en asteroide der bevæger sig i asteroidebæltet, også kaldet en hovedbælteasteroide. Den blev observeret første gang den 25. august 2008, af astronomer på Andrusjivka astronomiske observatorium i Andrusjivka, Ukraine. Asteroiden blev den 27. januar 2013 navngivet efter online-encyklopædien Wikipedia.
I forbindelse med offentliggørelsen af navngivningen, stod følgende anført i Minor Planet Centers cirkulære 82403:

## Karakteristik
(274301) Wikipedia er en asteroide med en absolut størrelsesklasse på 16,9. Man ved ikke så meget om den, men den ligner formentlig de fleste af de andre hovedbælteasteroider, dvs. den består af en blanding af silikater og metallegeringer. Man kender heller ikke dens albedo (reflektionsevne), men ud fra størrelsesklassen vurderes den til at have en diameter på omkring 1-2 km. I dens bane, der ligger knap 2,4 gange længere væk fra Solen end Jorden, er den godt 3 år og 8 måneder om et omløb om Solen.

## Opdagelse
Asteroiden Wikipedia er egentlig blevet opdaget tre gange af tre forskellige teams, og derfor kendes den også under de tre tidligere midlertidige navne: 2008 QH24, 2007 FK34 og 1997 RO4. Det er først senere blevet klart at der er tale om ét og samme objekt.
Astronomerne på Andrusjivka astronomiske observatorium i Ukraine, observerede asteroiden både den 25. og 26. august 2008, hvorefter den fik betegnelsen: 2008 QH24. De observerede den igen den 6. september 2008. På baggrund af deres data lykkedes det at beregne en tilstrækkelig præcis bane, til at man kunne se det var det samme objekt som Caussols-ODAS i Frankrig havde observeret i 1997 (betegnet 1997 RO4) og som Mt. Lemmon Survey og Steward Observatory (begge i Arizona, USA) havde observeret i 2007 (betegnet 2007 FK34).
Da Andrusjivka astronomerne leverede de afgørende data til banebestemmelsen, blev det dem der fik lov at foreslå et officielt navn. Initiativtageren til Andrusjivkaobservatoriet, Jurij Ivasjtjenko, foreslog på vegne af et at Wikipedia-Ukraines bestyrelsesmedlemmer – Andrij Makucha, at asteroiden skulle opkaldes efter Wikipedia. Minor Planet Center, der på vegne af den Internationale Astronomiske Union, endeligt beslutter hvad asteroider skal hedde, kunne så den 27. januar 2013, tre dage før ukrainsk Wikipedia havde ni-års fødselsdag, offentliggøre at man i det 15 mand store udvalg, enstemmigt havde valgt at følge navngivningsforslaget.
Således kom den 274.301ste banebestemte asteroide til at hedde Wikipedia, officielt: (274301) Wikipedia.